# センチメンタル ホームタウン
「センチメンタル ホームタウン」は、スキマスイッチの1作目の配信リリース作品。

## 解説
- スキマスイッチ初となる、三作連続配信リリースの第一弾。
- ダウンロード購入者には視聴アクセスパスワード付き待ち受け画面をプレゼント。パスワードでアクセスするとWEBで期間限定スペシャル映像が観られる。
- 発売日の7月9日はスキマスイッチのデビュー日であり、この日で8周年となった。

## 収録曲
1. センチメンタル ホームタウン
（作詞・作曲:スキマスイッチ）
  - ファミリーマート『Green & Cleanプロジェクト』プロジェクトソング[1]
  - テレビ東京系『ドラGO! -DRIVE A GOGO!-』エンディングテーマ
  - 歌詞の中にはファミリーマートのロゴになぞらえたフレーズが登場する[2]。
  - 常田は後のインタビューで「（楽曲の制作は）東北大震災の影響を受けている」と明かしている[2]。
  - 常田曰く「スキマスイッチとして初めてのカノン進行の楽曲」[2]。
  - 大橋のソロ時代の楽曲が基となっている[2]。

## ライブ映像作品
| 発売年 | 作品名                                                    |
| ------ | --------------------------------------------------------- |
| 2012年 | スキマスイッチ TOUR 2012 “musium” THE MOVIE               |
| 2013年 | スキマスイッチ TOUR 2012-2013“DOUBLES ALL JAPAN”THE MOVIE |

## 収録アルバム
| 発売年 | 作品名                                           | 分類       |
| ------ | ------------------------------------------------ | ---------- |
| 2011年 | musium                                           | オリジナル |
| 2011年 | iTunes LIVE                                      | ライブ     |
| 2012年 | スキマスイッチ TOUR 2012 "musium"                | ライブ     |
| 2013年 | POPMAN'S WORLD〜All Time Best 2003-2013〜        | ベスト     |
| 2013年 | スキマスイッチ TOUR 2012-2013“DOUBLES ALL JAPAN” | ベスト     |
| 2018年 | SUKIMASWITCH TOUR 2018 "ALGOrhythm"              | ライブ     |